# 鳞尾松鼠科
鳞尾松鼠科（学名：Anomaluridae）是啮齿目的一科，分布于非洲中部和西部的森林地区，均为树栖性。尾部有鳞片。可分为2个亚科：鳞尾松鼠亚科（Anomalurinae）和鳞尾鼯鼠亚科（Zekerellinae），前者外形似松鼠，后者外形似鼯鼠，但均无亲缘关系，属于趋同进化。
- 鳞尾松鼠亚科（Anomalurinae）
  - 鳞尾松鼠属（Anomalurus）
- 鳞尾鼯鼠亚科（Zekerellinae）
  - 小鳞尾松鼠属（Idiurus）
  - 异鳞尾松鼠属（Zenkerella）